# Madre Shipton
Ursula Southeil (1488–1561) (también llamada Ursula Southill, Ursula Soothtell o Ursula Sontheil), conocida como Madre Shipton, nació en julio de 1488, en el reinado de Enrique VII de Inglaterra. Fue una ocultista inglesa y una afamada redactora de profecías. En calidad de hija ilegítima, fue entregada en adopción por su madre biológica a los dos años y, desde muy pequeña, comenzó a manifestar los dones psíquicos de la adivinación y la profecía. La primera publicación de sus profecías no apareció hasta 1641, ochenta años después de su muerte.

## Biografía

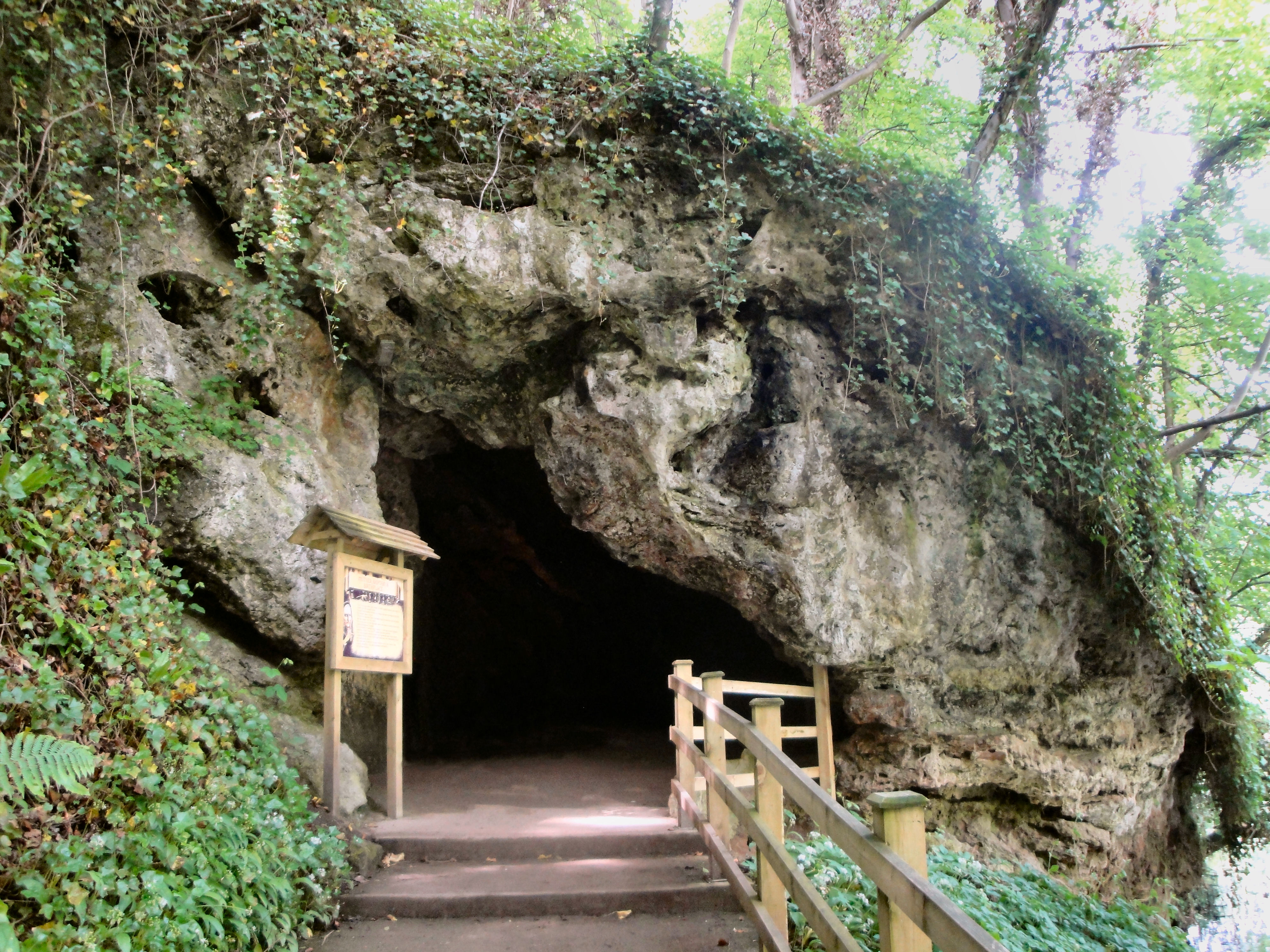
Cueva de la Madre Shipton

De Ursula se afirma que nació en Knaresborough, Yorkshire, en una cueva ahora conocida como la Cueva de la Madre Shipton, a día de hoy, una atracción turística del lugar. A los 24 años, Ursula Southeil se casó con el carpintero Toby Shipton (un carpintero local) del cual tomó su apellido, cerca de York en 1512. Al fallecer, éste le dejó una pequeña fortuna y ella se dedicó a realizar predicciones durante toda su vida. 
Pero, pese a sus habilidades paranormales y su inteligencia, debido a su condición de mujer, no recibió instrucción como otros famosos videntes contemporáneos de su tiempo, como el célebre Nostradamus, lo que no le impidió realizar una serie de profecías que se cumplirían indefectiblemente a medida que pasaba el tiempo, como la disolución de la Iglesia Católica en tiempos de Enrique VIII, la caída del cardenal Thomas Wolsey, la prematura muerte del hijo de Enrique VIII, Eduardo VI de Inglaterra, el sangriento reinado de “Bloody” María I de Inglaterra, el ascenso de la reina Isabel I en el trono, la llegada de la terrible plaga a Londres en 1665 (“la muerte triunfante cabalga a través de Londres”, escribió la Madre Shipton en un verso), y el dantesco incendio del año siguiente en la misma ciudad; la derrota de la armada española y la llegada al trono inglés de la reina Victoria del Reino Unido, entre otros hechos históricos.

En 1862, en la Inglaterra victoriana, el librero Charles Hindley publicó unas profecías atribuibles a la Madre Shipton, y afirmó que se trataba de una publicación de 1684 hecha por Richard Head, La vida y muerte de la Madre Shipton.
La publicación de 1684, escrita por Richard Head, contenía muchas otras profecías, supuestamente de una tal Madre Shipton, pero no las citadas por Hindley en 1862. Una publicación sobre la Madre Shipton de 1686 acreditada a Edwin Pearson, se cree que fue escrita por Richard Head, también.
En un folleto de 1641 sobre las profecías de la Madre Shipton, que es la primera referencia conocida, se dice que predijo las muertes de personas famosas con precisión, incluyendo el cardenal Thomas Wolsey.
Otra historia de la Madre Shipton fue publicada en 1645, una comedia apareció en 1660, otra versión de la vida y las profecías de Shipton fue publicada en 1740 por John Tyrrel, y otra fue publicada en 1797.

La existencia de la Madre Shipton misma es incierta. Su biógrafo de 1684, Richard Head, aparentemente inventó la mayor parte de los detalles de su vida.

## Profecías

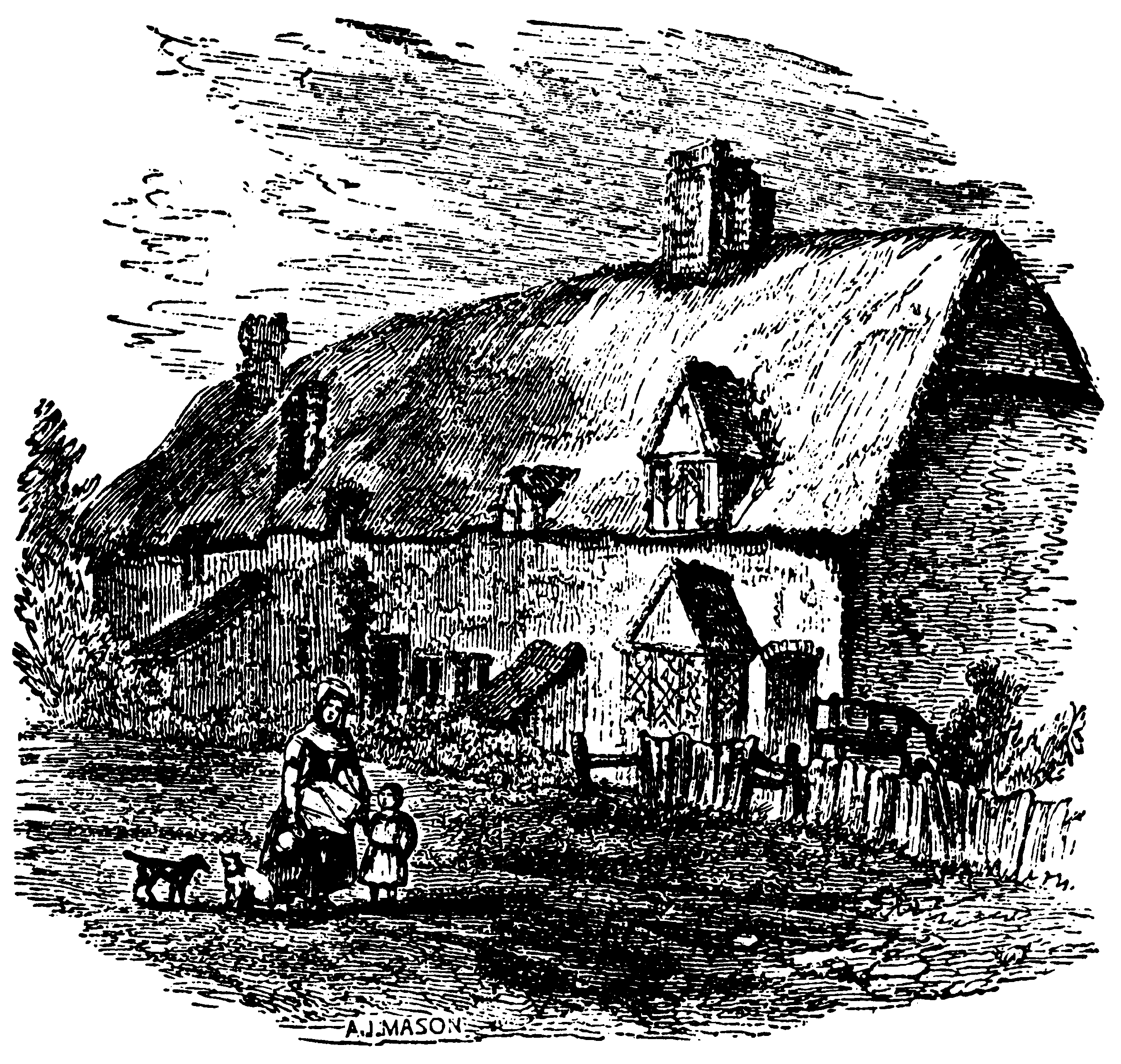
Casa de la Madre Shipton

Varios de sus vaticinios llamaron poderosamente la atención de los estudiosos. En estas líneas, por ejemplo, parece que la profetisa anticipe el nacimiento de los automóviles y el auge de algunas actuales aplicaciones de Internet:

## Profecías por cumplirse

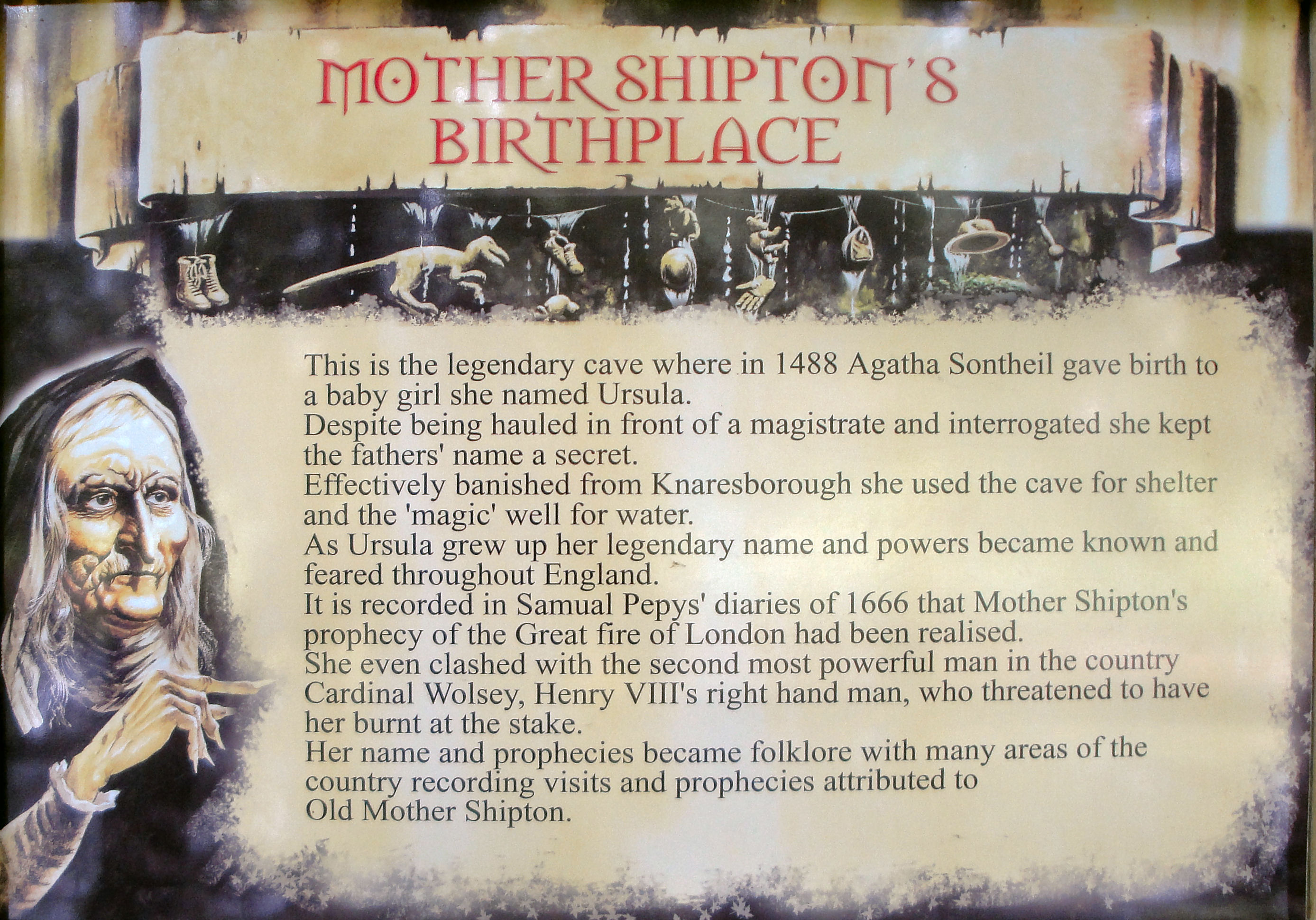
Madre Shipton

## Legado

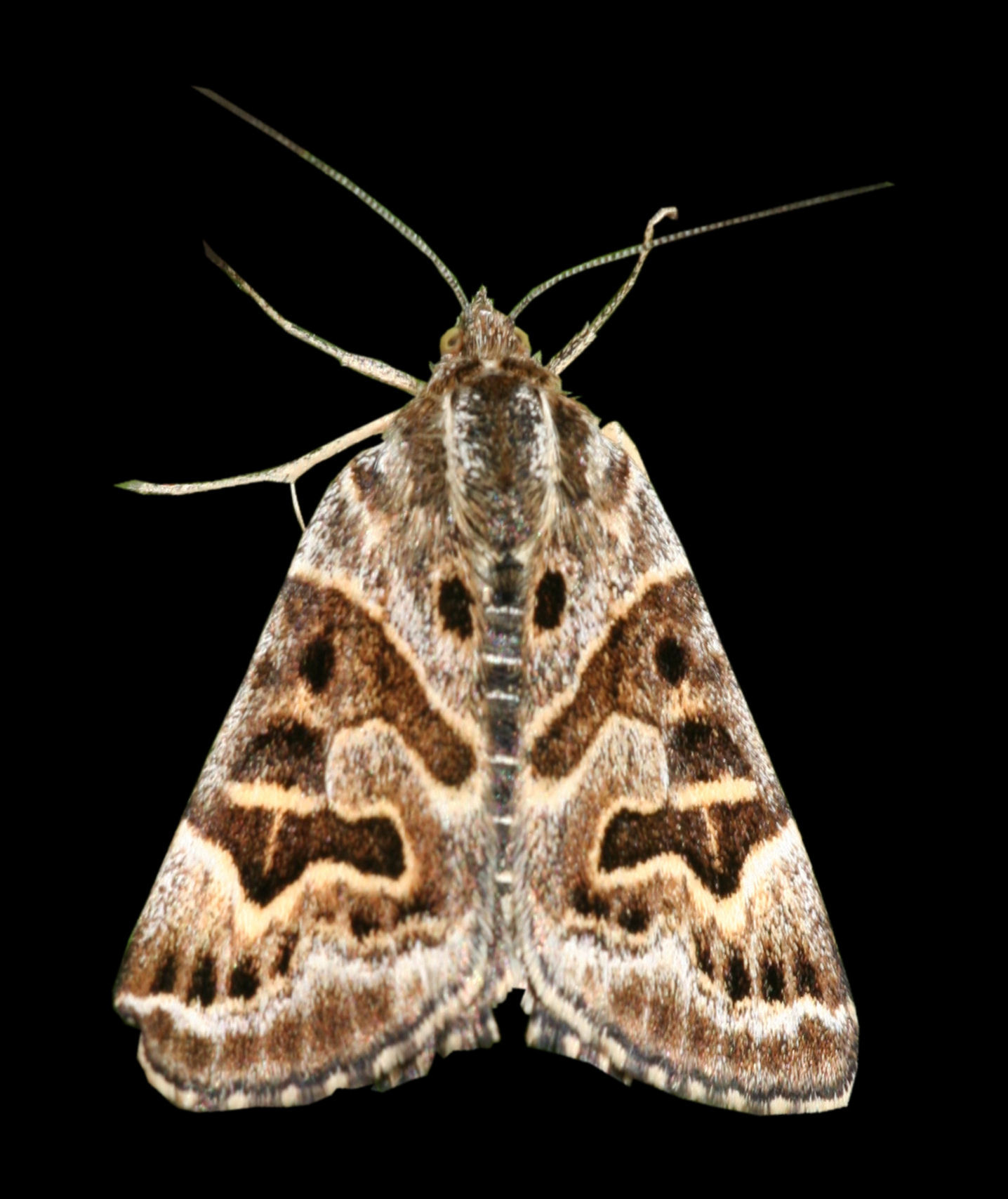
Polilla de la Madre Shipton

Hay una clase de polilla, (Callistege mi), que lleva su nombre. Es aparentemente porque tiene el perfil de la cabeza de una bruja en cada ala.
Una campaña para recaudar fondos se inició en 2013, con el objetivo de juntar £35,000 para levantar una estatua de Shipton en Knaresborough.